# Ivan Obradović
Ivan Obradović (født 25. juli 1988 i Obrenovac, Jugoslavien) er en serbisk fodboldspiller, der spiller som venstre back. Han spiller i øjeblikket for Anderlecht. Tidligere har han spillet for FK Teleoptik og Partizan Beograd i sit hjemland og for Real Zaragoza i Spanien.

## Landshold
Obradović står (pr. april 2018) noteret for 27 kampe og ét mål for Serbiens landshold, som han debuterede for den 6. september 2008 i et opgør mod Færøerne. Han deltog ved VM i 2010 i Sydafrika.